# История авторского права
История авторского права берёт своё начало с прав и привилегий, представляемых авторам художественные литературные произведения в Средние века с дальнейшим развитием и совершенствованием системы на протяжении нескольких столетий.

## История авторского права в мире

### Средние века
В Средние века предшественниками авторского права были так называемые «привилегии». Привилегии выдавались монархом лично автору по просьбе последнего. Как правило, привилегии выдавались на художественные литературные произведения, и такая практика была редкой. Многие учёные и люди искусства придерживались той точки зрения, что их произведения являются не актом творения; они являются лишь «проводниками» божественного знания, которое выражают посильным способом. Соответственно, заявлять права на свои произведения было бессмысленно и греховно.

### Новое время

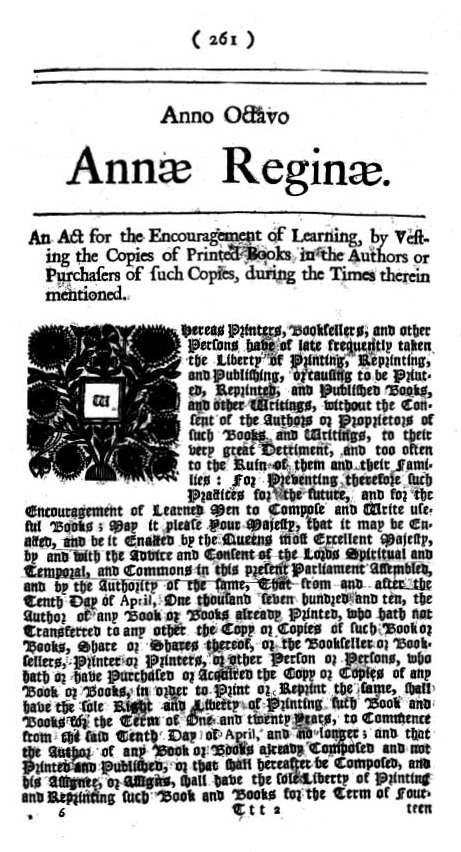
Статут королевы Анны

- 10 апреля 1710 год. Впервые принят закон — Статут королевы Анны, вводящий авторское право. Закон, принятый британским парламентом, защищает авторов книг, карт и чертежей. Автор произведения обладает правами на своё творение на протяжении 14-ти лет и после истечения этого срока имеет право продлить его ещё на 14 лет. Регистрация производится в судах. До вступления в действие Статута Анны автор мог продать своё произведение (рукопись) и после этого терял на него права, а издатель получал бессрочные права на приобретённый текст. Таким образом, британцы видели вред в сохранении монопольных интересов издателей и приняли закон против них.
- 1774 год — голосование в Палате лордов Великобритании по делу Дональдсона против Беккета. С двукратным преимуществом верхняя палата парламента отвергла идею вечных копирайтов. Отныне копирайт устанавливался на определённый срок, по истечении которого охраняемое авторским правом произведение становилось общественным достоянием. До 1774 года существовал могучий аргумент в пользу вечного действия копирайта с точки зрения общего права. Фактически решение Палаты лордов определяло, что издатели больше не смогут сдерживать рост и развитие культуры и инноваций в Англии.
- 1783 год. Первый нормативный акт об авторском праве на территории США: закон штата Коннектикут Act for the Encouragement of Literature and Genius (Закон о поощрении литературы и таланта). В период с 1783 по 1786 годы охрана авторского права была введена в 12 из 13 составлявших в то время США штатов.
- 31 мая 1790 года. Конгресс США принял закон о предоставлении авторских прав, который создал федеральное авторское право и обеспечил его действие на протяжении четырнадцати лет. Если автор оставался жив на момент истечения срока, он имел возможность продлить свои права ещё на четырнадцать лет. Если автору не надо было продлевать своё авторское право, то и обществу также не было нужды настаивать на сохранении копирайта — труд автора становился общественным достоянием. Так как федеральный закон отменяет действие любого противоречащего закона штата, федеральный закон об охране копирайта вытеснял любые копирайтные законы штатов.
- 1802 год. Авторским правом разрешено защищать любые издания, вышедшие из типографии.
- 1831 год. Максимальный период действия авторского права в США увеличен с 28 до 42 лет — посредством увеличения начального срока с 14 до 28 лет с правом продления ещё на 14 лет. Также в число охраняемых авторов включены композиторы — нотные записи произведений запрещено перепечатывать и продавать без разрешения.
- 1841 год. Первый громкий судебный процесс об авторском праве. Суд признал виновным в нарушении архивиста, который опубликовал письма первого президента США Джорджа Вашингтона в своём журнале.
- 1853 год. Известная писательница Гарриет Бичер-Стоу обратилась в суд с иском против издателя, который самовольно перевел её книгу «Хижина дяди Тома» на немецкий язык и начал продавать книгу в США среди немецких иммигрантов. Суд оправдал издателя, постановив, что перевод — это не просто копирование.
- 1856 год. Авторским правом разрешено защищать драматические произведения.
- 1865 год. Авторское право распространяется на фотографии.
- 1870 год. Все работы по регистрации авторских прав принимает на себя Библиотека Конгресса США. Копирайт распространён на художников и скульпторов. Отдельно отмечено, что право не запрещает переводить литературное произведение на иностранный язык или создавать сценические инсценировки на его основе.
- 1886 год. Подписано первое полномасштабное международное соглашение о защите авторских прав — Бернская конвенция. Целью конвенции было обеспечить взаимное признание авторских прав различными государствами и установление международных норм для их защиты. Европейские страны договорились создать единую процедуру регистрации авторских прав, а не регистрировать копирайт в каждом отдельном государстве. Бернская Конвенция неоднократно пересматривалась и дополнялась. К примеру, в 1908 году было принято решение установить срок действия права в срок жизни автора плюс 50 лет. США присоединились к Бернской Конвенции только век спустя — в 1988 году.
- 1891 год. США заключили первое соглашение о международной защите авторских прав. Принятие этого закона инициировали американские писатели. Так как США не присоединились к Бернской конвенции, «пираты» начали активно издавать в США книги европейских писателей по очень низкой цене. Продукция американских писателей по этой же причине стала продаваться плохо.

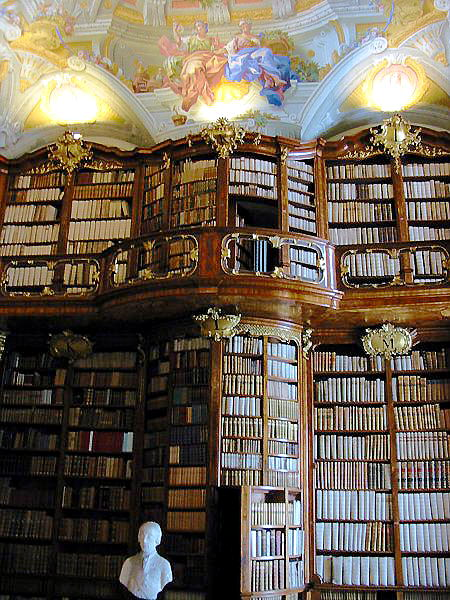

- 1897 год. Музыкальные произведения запрещено исполнять без разрешения автора.

### XX век
- 1909 год. Максимальный период действия авторского права в США увеличен с 42 до 56 лет — посредством увеличения срока (необязательной) продления с 14 до 28 лет. Начальный (минимальный) срок авторского права оставили таким же — 28 лет. Также принято правило, согласно которому авторские права приобретаются после первой публикации (обнародования) произведения.
- 1912 год. Авторским правом разрешено защищать кинофильмы. Ранее они считались отраслью фотографии. Права на фильм принадлежат режиссёру, сценаристу и композитору.
- 1952 год. В Женеве, под патронажем ЮНЕСКО, подписана Всемирная конвенция об авторском праве (ВКАП).
- 1953 год. Авторским правом разрешено защищать абсолютно все литературные произведения.
- 1967 год. В Стокгольме государства-члены БИРПИ подписали конвенцию, учреждающую создание Всемирной организации по интеллектуальной собственности (World Intellectual Property Organization, WIPO).
- 1971 год. В Париже произошел последний пересмотр Бернской конвенции о защите авторских прав.
- 1976 год. Срок действия копирайта в США вновь увеличен. Для всех произведений, созданных после 1978 года, устанавливается только один срок действия копирайта — максимальный. Теперь он действует до смерти автора и остаётся в силе ещё 50 лет. Для корпораций срок копирайта составил 75 лет. Произошел отказ от вполне разумного «правила продления», которое означало, что объекты, более не нуждавшиеся в защите, перейдут в общественное достояние быстрее.
- 1980 год. Копирайтом разрешено защищать компьютерные программы.
- 1982 год. В законодательство США вносятся дополнения, которые позволяют приговорить нарушителей закона об авторских правах к крупным штрафам и тюремному заключению.
- 1983 год. Знаковый судебный процесс. Британская энциклопедия подала в суд на органы школьного образования США, обвинив их в том, что они изготавливают для школ учебные телепередачи, в которых активно используют информацию энциклопедии. Эти передачи транслируются по многим школам, кроме того, доступ к записям имеют все желающие школьники и их родители. Суд встал на сторону Британской Энциклопедии, посчитав, что педагоги нарушили закон об авторских правах.
- 1987 год. Известный писатель Джером Сэлинджер подал в суд на писателя Йена Хэмилтона, который подготовил его литературную биографию. Сэлинджер обвинил Хэмилтона в незаконном использовании писем, полученных Хэмилтоном от адресатов Сэлинджера. Суд запретил публикацию биографии.
- 1990 год. Копирайтом разрешено защищать архитектурные проекты, компьютерную графику, художественные постановки и представления.
- 1991 год. Объектом судебного спора стали телефонные книги. Одна компания-издатель подала в суд на другую, обвинив её в том, что она напечатала аналогичную информацию. Суд постановил, что адреса и телефоны жителей того или иного города не могут защищаться копирайтом, потому что являются «коллекцией фактов», которую каждый вправе собирать и публиковать.
- 1992 год. Запрещено переписывать и воспроизводить музыкальные записи без разрешения владельцев прав на них. Частная звукозапись разрешена исключительно для домашнего пользования.
- 1993 год. Первый процесс о нарушении прав копирайта в Интернете. Журнал Playboy засудил владельца интернет-сайта, который вывесил на нём отсканированные фотографии девушек из журнала.
- 1995 год. Прецедентный судебный процесс о нарушении авторских прав в Интернете. Один из пользователей сервера вывесил на нём материалы, защищённые копирайтом. Владелец авторских прав подал в суд на владельца сервера. Суд оправдал ответчика.
- 1998 год. Срок действия авторских прав продлен. Он действует до смерти автора и плюс 70 лет после этого. Новый закон ограничил возможности использования компьютеров для копирования и воспроизводства произведений, защищаемых авторским правом. Копирайтом разрешено защищать форму корпуса судна.

### XXI век
- 2001 год. Журналист, внештатный сотрудник газеты Нью-Йорк Таймс, выиграл процесс против этого издания. Причиной иска стало то, что издательство выложило ряд его материалов в базу данных, предлагаемую для коммерческого использования.
- В начале 2019 года Европарламентом были приняты поправки об авторском праве, которые обязали другие крупные интернет-компании удалять контент, распространение которого нарушает авторские права (правила не касаются компаний, основанных меньше трех лет назад, имеющих менее 10 млн евро годовой прибыли и менее 5 млн пользователей ежемесячно)[1]. Изменения вступят в силу только после того, как их одобрят все страны-члены Евросоюза.

## История авторского права в России

### Дореволюционный период
- 1771 год. Книгоиздательское дело в России перестало быть государственной монополией, так как в Петербурге выдана первая привилегия на печать иностранной литературы, на которую также была установлена цензура. Деятельность частных типографий была разрешена Указом от 15 января 1783 года и отменена через 13 лет.
- 1828 год. Появилась специальная глава Цензурного устава, первый закон, предоставляющий право использовать литературные произведения самим авторам. Пять статей, дополненные правилами, были посвящены вопросу об авторском праве. В частности, раздел «О сочинителях и издателях книг», предоставлял авторам исключительные права на собственные произведения на протяжении жизни автора и её наследникам на протяжении 25 лет после смерти автора. Позднее нормы авторского права были оформлены как приложение ст. 420 т. Х ч.1. Свода законов Российской империи, где сохранились положения, предусматривающие, что автор лишается прав на произведения, если оно напечатано без соблюдения правил Цензурного устава. Авторское право в то время все также подчинялось комитетам и инспекторам по делам печати.
- 1830 год. Издан закон «О правах сочинителей, переводчиков и издателей», который фактически приравнивал авторские права и права собственности, определены понятия контрафактности и предполагалась ответственность за неё.
- 1845 год. Принят закон относительно авторских прав композиторов.
- 1846 год. Авторскими правами наделены художники и архитекторы.
- 1874 год. Создано Общество русских писателей и драматургов, которое занималось защитой авторских прав, выплачивало авторские гонорары, в том числе через созданную сеть агентов. В театральной сфере закреплялись права на авторские гонорары, а также права исполнителей, нормативно внедренные процентные отчисления от собраний за театральные постановки в пользу авторов.
- 1897 год. Государственный Совет Российской империи принял решения относительно разработки нового закона, который бы дал ответ на практические вопросы, которые накапливались в этой сфере, и обеспечил эффективную защиту прав авторов произведений и их пользователей.
- 20 марта 1911 года приняты Положения об авторском праве, что стало важным событием, так как этот закон отражал новейшие тенденции западных стран в области права.

### Советский период
- 29 декабря 1917 года декрет «О государственном издательстве» предоставлял право устанавливать на произведения некоторых авторов государственную монополию сроком до 5 лет.
- 26 ноября 1918 года декрет «О признании научных, литературных, музыкальных и художественных произведений государственным достоянием» объявлял произведения многих писателей и композиторов собственностью государства.
- 30 января 1925 года во время НЭПа вышел закон «Об основах авторского права».
- 16 мая 1928 года приняты «Основы авторского права», в которых за авторами пожизненно признавались права на произведения, а также переход таких прав к наследникам сроком на 15 лет. Основами авторского права разрешалось использовать произведения только по договору с его автором.
- В 1960-80-х годах отношения, связанные с правами автора, регулировались:
  - основами гражданского законодательства Союза ССР и союзных республик 1961 года;
  - типовыми авторскими договорами;
  - разделами «Авторское право», содержащимися в Гражданских кодексах союзных республик (в ГК РСФСР — статьи 475—516);
  - многочисленными республиканскими постановлениями об авторском гонораре.
- 20 сентября 1973 года основано Всесоюзное агентство по авторским правам (ВААП).
- 1973 год. СССР присоединился ко Всемирной Конвенции об авторском праве в редакции 1952 года (Женевская редакция). Указанное присоединение обусловило обязательство СССР по обеспечению минимального уровня предоставления прав авторам, произведения которых были впервые выпущены в свет за границей. Однако в СССР юридическим лицом при отношениях с издательством являлось государство, а не автор[2]..

### Современный период
- 3 августа 1992 года, в период смены законодательства в Российской Федерации, в действие введены Основы гражданского законодательства Союза ССР и республик. Новая регламентация авторских прав была предусмотрена Разделом IV Основ («Авторское право»), где появилось понятие охраны смежных прав.
- 9 июля 1993 года президент Российской Федерации подписал Закон «Об авторском праве и смежных правах» (вступил в силу 3 августа 1993 года).
- 19 июля 1995 года в закон «Об авторском праве и смежных правах» внесены изменения и дополнения.
- 1995 год. Присоединение Российской Федерации к Всемирной Конвенции об авторском праве в редакции 1971 года (Парижская редакция) и Бернской Конвенции об охране литературных и художественных произведений 1886 года (в редакции Парижского акта 1979 года)
- 2004 год. Внесены поправки в Закон Российской Федерации «Об авторском праве и смежных правах», в частности:
  - восстановлен режим так называемой ретроохраны, установленной Бернской Конвенцией,
  - скорректированы сроки предоставления охраны произведениям,
  - введены нормы, призванные обеспечить эффективное правовое регулирование использования объектов авторского права в цифровых сетях.
- 1 января 2008 года вступила в силу 4 часть Гражданского кодекса РФ.